# Мамавко Роман Михайлович
Роман Михайлович Мамавко (1979, с. Коболчин, Чернівецька область) — український військовослужбовець, полковник Збройних сил України, учасник російсько-української війни. Герой України.

## Життєпис
Після навчання в Одеському інституті Сухопутних військ донині служить у 24-й окремій механізованій бригаді імені короля Данила Оперативного командування «Захід» Сухопутних військ Збройних сил. Станом на 2021 рік начальник штабу — перший заступник командира 24-ї окремої механізованої бригади.

### Російське вторгнення в Україну (2022)
Під час російсько-української війни полковник Роман Мамавко після поранення командира прийняв керівництво бригадою та протягом двох місяців повномасштабної агресії Росії керує її підрозділами.

## Нагороди
- звання Герой України з врученням ордена «Золота Зірка» (3 травня 2022) — за особисту мужність, виявлену у захисті державного суверенітету та територіальної цілісності України, самовіддане служіння Українському народу[3].
- орден Богдана Хмельницького III ст. (25 березня 2022) — за особисту мужність і самовіддані дії, виявлені у захисті державного суверенітету та територіальної цілісності України, вірність військовій присязі[4].
- медаль «За військову службу Україні» (4 грудня 2019) — за особисті заслуги у зміцненні обороноздатності Української держави, мужність і самовіддані дії, виявлені у захисті державного суверенітету та територіальної цілісності України, зразкове виконання військового обов'язку[5].
- грамота Яворівської РДА та цінний подарунок (2 грудня 2020) — за зразкову військову службу, за проявлену особисту мужність, стійкість та рішучість при виконанні військового обов'язку в умовах, пов'язаних з ризиком для життя, вагомий внесок у захист територіальної цілісності і незалежності України, сумлінне та бездоганне служіння українському народу та з нагоди Дня Збройних Сил України[1].